# Srbi svi i svuda
Srbi svi i svuda teza je koju je Vuk Stefanović Karadžić objavio 1849. godine u Beču, kao dio knjige Kovčežić za istoriju, jezik i običaje Srba sva tri zakona.
Na osnovi te teze neki su kasniji jezikoslovci i etnolozi smatrali da Srbi i Hrvati govore jednim jezikom, često nazivanim "srpskohrvatski jezik", dok su neki makedonski jezik smatrali južnim srpskim dijalektom.
Karadžić je Srbima nazivao sve ljude koji govore štokavski. Tako je Karadžić među Srbe ubrajao i Crnogorce, Bošnjake i Makedonce.
Hrvate ne naziva Hrvatima nego ih naziva i dijeli po regionalnim nazivima kao što su "Dubrovčani", "Slavonci" i "Dalmatinci", ali i "Bunjevci", "Šokci" i "Krašovani". 
Negira postojanje Hrvata; prema njemu se radi o Srbima "rimskog zakona".  
Karadžić navodi da su: 
- "tri milijuna su zakona grčkog (pravoslavci), a od ostala dva milijuna dvie trećine zakona turskog (muslimani), a jedna trećina rimskog."
- Završava riječima : "Svi pametni Ijudi i od grčkog i od rimskijeh Srba, priznaju, da su jedan narod, samo je onima rimskog zakona još težko Srbima nazivati se, ali će se po svojoj prilici i tome pomalo naviknuti, jer ako ne će, da su Srbi, oni nemaju nikakoga narodnoga imena".

## Vanjske poveznice
- Srbi svi i svuda
- Rad "Srbi svi i svuda – „Hrvatske zemlje" bez Hrvata", napisan u okviru projekta Srpsko društvo između tradicionalnog i modernog u 20. veku (2161), Beograd.